# Озер (коммуна)
Озе́р (фр. и окс. Auzers) — коммуна во Франции, находится в регионе Овернь. Департамент — Канталь. Входит в состав кантона Морьяк. Округ коммуны — Морьяк.
Код INSEE коммуны — 15015.
Коммуна расположена приблизительно в 400 км к югу от Парижа, в 80 км юго-западнее Клермон-Феррана, в 38 км к северу от Орийака.

## Население
Население коммуны на 2008 год составляло 198 человек.
| 1962 | 1968 | 1975 | 1982 | 1990 | 1999 | 2008 |
| ---- | ---- | ---- | ---- | ---- | ---- | ---- |
| 397  | 431  | 388  | 331  | 252  | 236  | 198  |

## Администрация
| Период | Период | Фамилия            | Партия | Примечания |
| ------ | ------ | ------------------ | ------ | ---------- |
| 2001   | 2008   | Андре Рау          |        |            |
| 2008   |        | Жан-Мишель Виньяль |        |            |

## Экономика
В 2007 году среди 113 человек в трудоспособном возрасте (15—64 лет) 79 были экономически активными, 34 — неактивными (показатель активности — 69,9 %, в 1999 году было 65,4 %). Из 79 активных работали 76 человек (40 мужчин и 36 женщин), безработных было 3 (1 мужчина и 2 женщины). Среди 34 неактивных 10 человек были учениками или студентами, 17 — пенсионерами, 7 были неактивными по другим причинам.

## Достопримечательности
- Руины башни Марла (XI век). Памятник истории с 1963 года[3]
- Замок (XVI век). Памятник истории с 1983 года[4]

## Фотогалерея
- Замок Озер
- Замок Озер
- Карта коммуны